# Роуд, Кимберли
Ки́мберли Сью́зан (Ким) Ро́уд (англ. Kimberly Susan "Kim" Rhode; род. 16 июля 1979 года) — американская спортсменка, трёхкратная олимпийская чемпионка по стендовой стрельбе. Многократная чемпионка мира и Панамериканских игр, обладательница мирового и олимпийского рекордов в ските, последний раз обновила рекорд 29 июля 2012 года на Олимпийских играх 2012 года в Лондоне. Стала первой американской спортсменкой, которая завоевала олимпийские медали на пяти, а позднее и шести Играх подряд.
По итогам чемпионата мира 2018 года (серебро в личном ските и золото в командном) получила лицензию для участия в Олимпийских играх 2020 года, которые должны стать седьмыми подряд в карьере Роуд. Среди американцев только конник Майкл Пламб принимал участие в 7 Олимпийских играх (не подряд). В итоге Роуд не выступила на Играх 2020 года.
В 2009 году вышла замуж за Майка Хэрримена, в 2013 году у них родился сын. Поддерживает Республиканскую партию.